# نوکونا
نوکونا (انگلیسی: Nocona) شرکت پوشاک آمریکایی است، که در سال ۱۹۲۶ تأسیس شد.